# Jakob Zimmermann
Jakob Zimmermann (* 27. Oktober 1842 in Mühledorf; † 16. März 1922 in Lüterswil (heute Buchegg)) war ein Schweizer Gastwirt und Politiker (FDP).

## Leben

### Familie
Jakob Zimmermann war der Sohn des Landwirts und Schuhmachers Michael Zimmermann und dessen Ehefrau Barbara (geb. Walther).
Er heiratete 1867 Elisabeth (geb. Hubler), die, mit ihren zwei Schwestern, als Wirtin das Mineralbad Lüterswil und später Kurhaus Zimmermann im Bezirk Bucheggberg bewirtschaftete; gemeinsam hatten sie einen Sohn.
Jakob Zimmermann starb an den Folgen eines Unfalls.

### Werdegang
Von 1859 bis 1862 besuchte Jakob Zimmermann das 1857 gegründete Lehrerseminar in Solothurn, das vom späteren Bischof Friedrich Fiala geleitet wurde, und war darauf von 1862 bis 1878 als Lehrer in Lüterswil und Gächliwil tätig.
Er wurde 1873 Geschäftsführer der Spar- und Leihkasse Bucheggberg und übte diese Tätigkeit, neben seiner Gast- und Landwirtschaft, bis zu seinem Tod aus. Anfangs besass die Kasse bis 1911 eine Kanzleistube im Gasthof, dann baute Jakob Zimmermann auf dem Nachbargrundstück ein eigenes Kassengebäude, in dem er auch mit seiner Familie wohnte und in das später das Bucheggberger Altersheim zog.

### Politisches und gesellschaftliches Wirken
Jakob Zimmermann war Zivilstandsbeamter und Mitglied der Rechnungsprüfungskommission in Lüterswil. Er war Präsident des Armenerziehungsvereins Bucheggberg und Mitglied der Bezirksschulkommission.
1881 wurde er zum freisinnig-liberalen Kantonsrat, deren Präsidentschaft er 1897 ausübte, sowie am 2. Juni 1902, als Nachfolger des verstorbenen Josef Gisi, zum Nationalrat gewählt und blieb bis 1917 in diesen Ämtern; er wurde als erster Vertreter des Bezirks Bucheggberg in die Bundesversammlung gewählt. Als Bauernvertreter des Kantons Solothurn setzte er sich für die Ökonomisierung der Landwirtschaft ein. Als Nationalrat folgte ihm Friedrich Stuber.
1911 war er Ammann von Lüterswil.
Er gründete die regionale Viehverwertungsversicherung, die später den Grundstein zur kantonalen Viehversicherung bildete.

## Mitgliedschaften
Jakob Zimmermann gehörte der Viehzuchtgenossenschaft an und war Vorstandsmitglied des kantonalen Landwirtschaftlichen Vereins sowie im Verwaltungsrat der Schweizerischen Mobiliarversicherung (heute Schweizerische Mobiliar) vertreten.